# Bangor City F.C.
Bangor City Football Club (wal. Clwb Pêl-droed Dinas Bangor) – walijski klub piłkarski z siedzibą w mieście Bangor.

## Osiągnięcia
- Mistrz Walii (3): 1994, 1995, 2011
- Puchar Walii (8): 1889, 1896, 1962, 1998, 2000, 2008, 2009, 2010
- Finał Pucharu Walii (9): 1928, 1961, 1964, 1973, 1978, 1985, 2002, 2006, 2011

## Historia
Założony w 1876 roku Bangor City jest jednym z najstarszych klubów Walii. Nazwany w momencie założenia Bangor Football Club klub był w 1893 członkiem założycielem ligi North Wales Coast League, w 1921 ligi Welsh National League, w 1930 North Wales Combination, w 1935 Welsh League, w 1968 Northern Premier League, w 1979 Alliance Premier League (dziś Football Conference) i w 1992 League of Wales.
W sezonie 1961/62 Bangor City zdobył Puchar Walii (Welsh Cup), co dało mu prawo do występu w Pucharze Zdobywców Pucharów w sezonie 1962/63. W pierwszej rundzie walijska drużyna wylosowała zdobywcę Pucharu Włoch AC Napoli, który zaliczany był wtedy do grona najsilniejszych klubów Europy. Z tego powodu spodziewano się, że dwumecz będzie miał jednostronny przebieg i zakończy się dotkliwymi porażkami drużyny Bangor City. Jednak w pierwszym meczu na Farrar Road doszło do sensacji – Bangor City pokonał drużynę z Neapolu 2:0. Trzy tygodnie później w Neapolu, w obecności 80 000 widzów, drużyna Napoli wygrała 3:1. Ponieważ nikt nie słyszał jeszcze wtedy o zasadzie większej liczby bramek zdobytych na wyjeździe, konieczne było rozegranie trzeciego, decydującego o awansie meczu. W Londynie, na stadionie Arsenalu, Highbury (był to pierwszy mecz w ramach Pucharu Zdobywców Pucharów, jaki odbył się na tym obiekcie), obyło się bez niespodzianki i AC Napoli wygrał 2:1, ale decydująca o awansie bramka padła na 7 minut przed końcem spotkania.
W maju 1984 Bangor był pierwszym od ponad pół wieku walijskim klubem, który rozegrał mecz na stadionie Wembley (poprzednio był to Cardiff City w 1927). Bangor City w finale FA Trophy zmierzył się z zespołem Northwich Victoria. Mecz zakończył się wynikiem 1:1, a bramkę dla Bangor zdobył Paul Whelan. Mecz barażowy rozegrano na Victoria Ground – boisku należącym do Stoke City. Pomimo bramki zdobytej dla Bangor City przez Phila Lunna mecz wygrali przeciwnicy w stosunku 2:1 dzięki bramce zdobytej w ostatniej minucie.
W 1985 roku Bangor City ponownie wystąpił w Pucharze Zdobywców Pucharów. W pierwszej rundzie los przydzielił drużynie walijskiej za rywala zdobywcę Pucharu Norwegii klub Fredrikstad FK. Najpierw rozegrano mecz w Norwegii, gdzie padł remis 1:1. Na własnym boisku Bangor City zremisował 0:0, dzięki czemu drużyna walijska awansowała do drugiej rundy, trafiając tym razem na hiszpański klub Atlético Madryt. Pierwszy mecz w Bangor zdobywcy Pucharu Hiszpanii wygrali łatwo 2:0, toteż obawiano się, że w Madrycie dojdzie do bardzo dotkliwej porażki. Jednak tym razem obrona klubu walijskiego spisywała się znakomicie i drużyna z Madrytu wygrała tylko 1:0, nie wykorzystując przy tym rzutu karnego.
W 1994 roku jako mistrzowie Walii piłkarze Bangor City zadebiutowali w Pucharze UEFA (Puchar UEFA 1994/1995). Pierwszym przeciwnikiem byli mistrzowie Islandii – klub IA Akranes. Ponieważ według przepisów UEFA w drużynie mogło grać maksymalnie trzech obcokrajowców, drużyna walijska została na wstępie poważnie osłabiona, gdyż wielu czołowych piłkarzy klubu było Anglikami. Na własnym boisku Bangor City wygrał 2:1, jednak wyjazdowa porażka 0:2 sprawiła, że do dalszych gier awansował klub z Islandii.
W 1995 Bangor City obronił tytuł mistrza Walii, dzięki czemu ponownie wystąpił w Pucharze UEFA, w sezonie 1995/96. Losowanie nie było zbyt szczęśliwe, gdyż pierwszym przeciwnikiem okazali się wicemistrzowie Polski, klub Widzew Łódź, który grając w europejskich pucharach potrafił wyeliminować tak silne kluby jak Liverpool F.C., Juventus F.C. czy Manchester United. Na własnym boisku drużyna walijska została zdeklasowana, przegrywając 0:4. Rewanż w Łodzi, który Widzew wygrał 1:0, był już tylko formalnością.
W 1998 Bangor City kolejny raz wystąpił w Pucharze Zdobywców Pucharów (Puchar Zdobywców Pucharów 1998/1999). Jako pierwszego przeciwnika wylosowano fiński klub FC Haka. Tak się złożyło, że jeszcze przed przystąpieniem do rozgrywek w europejskich pucharach trener oraz większość piłkarzy opuściła zdobywców Pucharu Walii. Osłabiony zespół przegrał z fińską drużyną 0:2 u siebie oraz 0:1 na wyjeździe.

### Nazwa
- 1876 : Bangor FC
- 1898 : Bangor City FC
- 1910 : Bangor Comrades FC
- 1920 : Bangor Athletic FC (na skutek fuzji z Bangor Cricket Club)
- 1923 : Bangor City FC

### Najwyższe zwycięstwa
- 9:0 z Haverfordwest County w 1994
- Liga walijska: 9:0 z Haverfordwest County w 1994

### Najwyższe porażki
- 0:12 z rezerwami Everton F.C. w 1930
- Liga walijska: 0:6 z Holywell Town w 1992
- Liga Europy UEFA 2:8 z CS Marítimo w 2010 (3-runda kwalifikacyjna – pierwszy mecz)
- Liga Mistrzów UEFA 0:10 z HJK Helsinki w 2011 (2-runda kwalifikacyjna – drugi mecz)

## Europejskie puchary
Legenda do wszystkich tabel:
- Q – runda eliminacyjna, 1/16, 1/8, 1/4, 1/2 – odpowiednia faza rozgrywek, Grupa – runda grupowa, 1r gr – pierwsza runda grupowa, 2r gr – druga runda grupowa, F – finał, R – runda, PO – play-off
- k. – rzuty karne, los. – losowanie, Dogr. – dogrywka, w. – zasada bramek strzelonych na wyjeździe

| Sezon   | Rozgrywki                 | Runda | Przeciwnik       | Dom | Wyjazd | Ogólnie      |
| ------- | ------------------------- | ----- | ---------------- | --- | ------ | ------------ |
| 1962/63 | Puchar Zdobywców Pucharów | Q     | SSC Napoli       | 2–0 | 1–3    | 3–3, 1–2 (N) |
| 1985/86 | Puchar Zdobywców Pucharów | 1R    | Fredrikstad      | 0–0 | 1–1    | 1–1, w.      |
| 1985/86 | Puchar Zdobywców Pucharów | 2R    | Atlético Madryt  | 0–2 | 0–1    | 0–3          |
| 1994/95 | Puchar UEFA               | Q     | Akraness         | 1–2 | 0–2    | 1–4          |
| 1995/96 | Puchar UEFA               | Q     | Widzew Łódź      | 0–4 | 0–1    | 0–5          |
| 1998/99 | Puchar Zdobywców Pucharów | Q     | FC Haka          | 0–2 | 0–1    | 0–3          |
| 2000/01 | Puchar UEFA               | Q     | Halmstads BK     | 0–7 | 0–4    | 0–11         |
| 2002/03 | Puchar UEFA               | Q     | Smederevo        | 1–0 | 0–2    | 1–2          |
| 2003    | Puchar Intertoto          | 1R    | Gloria Bystrzyca | 0–1 | 2–5    | 2–6          |
| 2005    | Puchar Intertoto          | 1R    | FK Dinaburg      | 1–2 | 0–2    | 1–4          |
| 2008/09 | Puchar UEFA               | 1Q    | FC Midtjylland   | 1–6 | 0–4    | 1–10         |
| 2009/10 | Liga Europy               | 2Q    | FC Honka         | 0–1 | 0–2    | 0–3          |
| 2010/11 | Liga Europy               | 2Q    | FC Honka         | 2–1 | 1–1    | 3–2          |
| 2010/11 | Liga Europy               | 3Q    | CS Marítimo      | 1–2 | 2–8    | 3–10         |
| 2011/12 | Liga Mistrzów             | 2Q    | HJK Helsinki     | 0–3 | 0–10   | 0–13         |
| 2012/13 | Liga Europy               | 1Q    | Zimbru Kiszyniów | 0–0 | 1–2    | 1–2          |
| 2014/15 | Liga Europy               | 1Q    | Stjarnan         | 0–4 | 0–4    | 0–8          |
| 2017/18 | Liga Europy               | 1Q    | Lyngby           | 0–3 | 0–1    | 0–4          |